# Muragárdony
Muragárdony (1908-ig Őrség, horvátul: Gardinovec) község Horvátországban, Muraköz megyében. Közigazgatásilag Belicához tartozik.

## Fekvése
Csáktornyától 10 km-re északkeletre fekszik.

## Története
A települést 1478-ban "Gardenowecz" néven említik először a csáktornyai uradalomhoz tartozó falvak között. 1490-ben „Kardonocz” alakban szerepel. A 17. században és később is többször "Gerdinoucz, Gardinoucz, Gardinovecz" néven említik a korabeli források. 1638-ban a szentilonai pálos kolostorral kapcsolatban személynévben szerepel "Gardinoucz" alakban.
Nevét személynévi eredetűnek tartják és egy Grdin (Gardin), Grdislav vagy Grdimir nevű egykori birtokos nevére vezetik vissza.
Hunyadi Mátyás az uradalommal együtt Ernuszt János budai nagykereskedőnek és bankárnak adományozta, aki megkapta a horvát báni címet is. 1540-ben a csáktornyai Ernusztok kihalása után az uradalom rövid ideig a Keglevich családé, majd 1546-ban I. Ferdinánd király adományából a Zrínyieké lett. 
Miután Zrínyi Pétert 1671-ben felségárulás vádjával halálra ítélték és kivégezték minden birtokát elkobozták, így a birtok a kincstáré lett.  1715-ben III. Károly a Muraközzel együtt gróf Csikulin Jánosnak adta zálogba, de a király 1719-ben szolgálatai jutalmául elajándékozta Althan Mihály János cseh nemesnek. 1791-ben gróf Festetics György vásárolta meg és ezután 132 évig a tolnai Festeticsek birtoka volt.
Az 1688-as egyházi vizitáció arról ad hírt, hogy az itteni temető egy kápolna körül található, ahova a helyieken kívül a  szomszédos falvak, Dékánfalva, Damása, Muraújfalu lakói is temetkeznek.
Az 1786-os népesség összeírás 73 házat, 82 családot és 520 lakost talált a településen. Közülük 261 nő, 1 kézműves és 58 jobbágy volt. Az okiratból nem derül ki, hogy a kézműves mivel foglalkozott, de a lovak nagy száma alapján valószínűsíthető, hogy kovács volt.
1857-ben 951 lakos élt itt, közülük 3 zsidó. Postája Csáktornyán volt, egyházilag pedig Belica filiája volt. Az 1897-es belügyminiszteri rendelet szerint Muragárdony anyakönyvi hivatal székhelye lett. Ide tartozott Belica, illetve a belicai plébánia területe is.
Vályi András szerint " GARDINOVETZ. Horvát falu Szala Vármegyében, földes G. Álthán Uraság, lakosai katolikusok, fekszik Belitzához nem meszsze, mellynek filiája. Határja jó termékenységű, réttye, legelője elég van, első Osztálybéli."
1920 előtt Zala vármegye csáktornyai járásához tartozott. 1941 és 1944 között ismét Magyarországhoz tartozott. 1920 előtt a belicai körjegyzőséghez, 1936 és 1941 között Belicához tartozott. 1948-ban megalakult a helyi termelő szövetkezet. A falu különösen a zöldség termesztésben ért el szép eredményeket. Napjainkban a belicai faluközösség része. Korábbi magyar neve az egykori gyepűrendszerre utal.

## Lakossága
1900-ban 1246 lakosából 1202 horvát, 43 magyar nemzetiségű volt. 1910-ben 1401, zömében horvát lakosa volt. 1921-ben az első délszláv népszámlálás 183 házat és 1491 lakost talált itt. Tíz évvel később már 1599 lakosa volt. 1941-ben 1732 lakosából 1 ember kivételével mindenki magyar nemzetiségűnek vallotta magát. 1948-ban 316 háztartásban 1691 lakosa élt. 1791-ben 1411 lakosa volt, 707 férfi és 704 nő, akik 323 háztartásban éltek. A 389 foglalkoztatott emberből 307 külföldön dolgozott. 1981-ben 1287, 1991-ben 1137 lakosa volt, ebből 1095 horvát nemzetiségű. A 2001-es népszámlálás adatai szerint Muragárdonyban 1000-en éltek.

## Nevezetességei
Jézus és Mária Szentséges Szíve tiszteletére szentelt kápolnája 1994 és 1996 között épült. 1996. július 16-án szentelte fel Vinko Halovanić plébános.

## Külső hivatkozások
- Belica község hivatalos oldala